# سابين ميرينو
سابين ميرينو زولواغا (بالإسبانية: Sabin Merino Zuloaga)‏ (مواليد 4 يناير 1992 - أوردولايز ، إسبانيا) لاعب كرة قدم إسباني ، يلعب في مراكز الجناح الهجومي الأيسر والأيمن والمهاجم الصريح ، ويلعب حاليًا لنادي أتلتيك بيلباو الإسباني.

## بطولات وإنجازات اللاعب

### أتلتيك بيلباو
- كأس السوبر الإسباني: 2015

## روابط خارجية
- سابين ميرينو على موقع الاتحاد الأوربي (الإنجليزية)
- سابين ميرينو على موقع قاعدة بيانات كرة القدم.إي يو (الإنجليزية)
- سابين ميرينو على موقع Soccerbase.com (لاعب) (الإنجليزية)
- سابين ميرينو على موقع Soccerway.com (الإنجليزية)
- سابين ميرينو على موقع عالم كرة القدم.نت (الإنجليزية)
- سابين ميرينو على موقع AS.com (الإسبانية)